# Bruno II z Bergu
Bruno II z Bergu (ur. ok. 1100, zm. 29 maja 1137 r. w Trani) – arcybiskup Kolonii i książę-elektor Rzeszy od 1131 pochodzący z rodu hrabiów Bergu.

## Życiorys
Bruno był synem hrabiego Bergu Adolfa I (III) i Adelajdy z Kleve. Studiował we Francji, gdzie poznał Bernarda z Clairvaux, był kanonikiem katedralnym w Trewirze oraz prepozytem kapituł kolegiackich w Koblencji i Kolonii. W 1130 odmówił wyboru na arcybiskupa Trewiru. Za sprawą króla Niemiec Lotara III z Supplinburga został w grudniu wybrany na arcybiskupa Kolonii (wcześniej wybrany Gotfryd z Xanten musiał ustąpić), a 18 marca kolejnego roku otrzymał sakrę z rąk legata papieskiego.
Wkrótce po wyborze doszło jednak do rozdźwięków między Brunonem i Lotarem. Bruno nie towarzyszył królowi w wyprawie do Italii, a Lotar odebrał mu godność arcykanclerza Italii i opóźnił przekazanie paliusza. Bruno poddał się Lotarowi dopiero po powstaniu przeciwko cesarzowi, które wybuchło w Boże Narodzenie 1134 w Kolonii podczas wizyty cesarskiej. W 1136 wyruszył wraz z Lotarem do Italii na wyprawę przeciwko królowi Sycylii Rogerowi II. Zmarł w jej trakcie w Apulii.
Wspierał zakon norbertanów, którego nowe klasztory powstały na terenie arcybiskupstwa, zamienił też siedzibę rodową na klasztor cystersów Altenberg.